# ドラマティックナイン
『ドラマティックナイン』（英語表記:DRAMATIC NINE）は、奈良テレビ放送で毎年7月中旬から下旬に放送されているスポーツ番組である。夏の高校野球奈良大会のハイライトを放送している。
新聞の番組表では「ドラマティックナイン」の表記ではなく「高校野球全試合ハイライト」と表記されている。

## 概要

### 放送開始から2015年度まで
1995年から放送開始。奈良県大会の開始から大会終了（およそ7月上旬から7月下旬頃）までの期間限定で放送される。内容は当日行われた試合のハイライトや選手へのインタビュー、試合をした高校への視聴者からの応援メッセージの紹介などで構成されていた。大会期間中の夜10時から55分間、奈良テレビのL1スタジオから生放送されていた。

#### 番組の流れ
「1.オープニング」→「2.試合のハイライト」→「3.応援メッセージの紹介」→「4.当日の試合数分（最大4試合）を2～3の繰り返し」→「5.試合の放送が少ない時は過去の試合のハイライトを放送することがある」→「6.試合をした高校へ届いたファックスを紹介(2015年度は応援メッセージが添えられた写真を紹介)」

### 2016年度
放送時間を15分に短縮し、時間帯も午前0時台(大会期間中の平日23:58 - 翌0:13、日・月0:00 - 0:15〈土・日深夜〉)に移動。全編VTRの放送となり、出演者によるスタジオでの番組進行やコメント、応援メッセージの紹介が廃止された。

### 2017年度から2019年度まで
2017年5月8日、2017年度は放送時間を30分に拡大して放送することが、Twitterの番組公式アカウントで発表された。さらに、出演者によるスタジオでの番組進行が復活した（ただし、2015年度までは出演者が二人ずつ交代のペアで出演していたが、2017年度以降は一人ずつ交代で出演）。

### 2020年度
新型コロナウイルスの感染拡大に伴い、2020年度に開催予定であった第102回全国高等学校野球選手権大会の中止が決定。代替大会として奈良県高等学校野球連盟の主催による「令和2年夏季奈良県高校野球対抗試合」が開催されることが決定し、奈良テレビでも前年度までと同様に大会の中継を行うことが決定したものの、本番組は「コロナ禍の影響」を理由に放送の中止が発表された 。

### 2021年度から
放送時間帯を夜11時台（金曜のみ深夜0時台）に放送する。

## 放送時間
| 放送期間 | 放送期間 | 放送時間（JST）                                                               | 備考 |
| -------- | -------- | ----------------------------------------------------------------------------- | --- |
| 1995年   | 2015年   | 毎日 22:00 - 22:54（54分）                                                    | 本番組放送日には一部曜日を除き通常はテレビ東京と番販扱いで同時ネットしている番組は臨時非ネットとなった（ただし試合中止時は臨時ネット〈通常編成に復帰〉）。 |
| 2016年   | 2016年   | 平日 23:58 - 翌0:13 日曜・月曜 0:00 - 0:15（土曜・日曜深夜）                  | |
| 2017年   | 2019年   | 平日 23:58 - 翌0:28 日曜 0:30 - 1:00（土曜深夜） 月曜 0:00 - 0:30（日曜深夜） | |
| 2021年   |          | 月曜 - 木曜・土曜・日曜23:00- 23:30 金曜23:58 - 翌0:28                        | ワールドビジネスサテライトが月曜 - 木曜に限り22:00 - 22:58に変更されたため金曜を除いて23時台に変更された。                                                 |

## 出演者
☆：出演時点でTVNアナウンサー

### 現在
- かみじょうたけし（2017年 - ）
- 梅村賢太郎（ラフ次元、2014年 - 2015年・2017年 - 2021年）
- 坪井ミサト（2019年 - 2021年）

### 過去
- 白ヶ澤香織（2011年）
- 岩井万実（2006年 - 2011年）
- 永井康之（1998年 - 2013年）
- 藤原了（2011年 - 2015年）
- 裏野佐弥佳☆（2012年 - 2015年）
- 川添伊代☆（2012年 - 2015年、2022年 - ）

## テーマ曲
| 使用年度・期間 | 歌手名・ユニット名     | 曲名                                   | 備考  |
| -------------- | ---------------------- | -------------------------------------- | ----- |
| 2010年度       | FUNKY MONKEY BABYS     | 「夢」                                 |       |
| 2011年度       | キマグレン             | 「ENDLESS SUMMER」                     |       |
| 2012年度       | 阿部真央               | 「戦いは終わらない」                   |       |
| 2013年度       | ナオト・インティライミ | 「Brand new day」                      |       |
| 2014年度       | Rihwa                  | 「CREATURE」                           |       |
| 2015年度       | カラーボトル           | 「トライアゲイン～何度でも熱くなれ～」 |       |
| 2016年度       | BLUE ENCOUNT           | 「だいじょうぶ」                       |       |
| 2017年度       | 秋休                   | 「マウンドの空」                       |       |
| 2018年度       | 秋休                   | 「ヒマワリトレイン」                   |       |
| 2019年度       | Qyoto                  | 「夢のパーティーはこれから」           | [ 5 ] |
| 2022年度       | ココロオークション     | 「RUN」                                |       |
| 2024年度       | THE ORAL CIGARETTES    | 「Slowly but surely I go on」          |       |
| 2025年度       | かわにしなつき         | 「太陽とキミ」                         |       |

| 使用年度・期間                  | 歌手名・ユニット名 | 曲名               | 備考  |
| ------------------------------- | ------------------ | ------------------ | ----- |
| 不明 - 2014年度 2017年度 - 現在 | TUBE               | 「傷だらけのHero」 | [ 6 ] |
| 2015年度 - 2016年度             | BUMP OF CHICKEN    | 「ファイター」     |       |

## 番組グッズ
本番組では毎年、Tシャツ、マフラータオル、奈良県大会を収めたDVDを番組オリジナルグッズとして販売している。各グッズはデザイン等を毎年新しいものに変更したうえで、奈良テレビが運営するインターネットストア「奈良ええもんストア」（楽天市場、Yahoo!ショッピング内）にて販売するほか、奈良県内に店舗を展開しているスポーツ用品店「マツダスポーツ」でも販売されている。販売しているオリジナルTシャツは、番組内で出演者やスタッフが着用している。